# Yao Fen
Yao Fen (n. 2 ianuarie 1967, Sanya, Hainan, Republica Populară Chineză) este o jucătoare de badminton ce a reprezentat Republica Populară Chineză, medaliată olimpică. A participat la o ediție a Jocurilor Olimpice (1992) în care a câștigat o medalie de bronz.